# Nous sommes des clowns
 (novembre 2018).
Si vous disposez d'ouvrages ou d'articles de référence ou si vous connaissez des sites web de qualité traitant du thème abordé ici, merci de compléter l'article en donnant les références utiles à sa vérifiabilité et en les liant à la section « Notes et références ».
Albums de Louis Chedid
Balbutiements
(1973) Le Jeu de l'oie
(1975)
Nous sommes des clowns est le second album de Louis Chedid sorti en 1974 sorti chez CBS Records. Il s'agit un double album vinyle paru sous la référence CBS 88104. Il ne possède pas de titre et est souvent désigné par le titre de la première chanson, Nous sommes des clowns.
Il contient la première version de la chanson Hold-Up, qu'il ré-enregistre en 1984 avec la participation de Claude Brasseur, Alain Souchon et Gérard Jugnot qui prêteront leurs voix aux personnages et figureront dans le clip.

## Liste des pistes
| No  | Titre                                  | Durée |
| --- | -------------------------------------- | ----- |
| 1.  | Nous sommes des clowns                 | 2:40  |
| 2.  | Maman                                  | 3:10  |
| 3.  | Vitrier                                | 2:16  |
| 4.  | Vivre de mes souvenirs                 | 2:35  |
| 5.  | Ié souis un fou dou fadango            | 3:05  |
| 6.  | Tabou                                  | 2:05  |
| 7.  | Matthieu - Mogodo                      | 2:30  |
| 8.  | La mouche et l'hippopotame             | 1:30  |
| 9.  | Tout nu, tout nu… (Instrumental)       | 2:50  |
| 10. | Vampyr                                 | 2:25  |
| 11. | Hold-up                                | 4:12  |
| 12. | Idiot                                  | 2:13  |
| 13. | Béat-ba                                | 2:40  |
| 14. | Et je la vois m’emmener (Instrumental) | 2:18  |
| 15. | Zezette, Gazelle, Loulou, Mimiche      | 3:30  |
| 16. | Chasseur, chassé                       | 2:35  |
| 17. | Tarzan-de-la-jungle                    | 2:28  |
| 18. | Ritournelle                            | 2:05  |
| 19. | Heureusement                           | 2:20  |
| 20. | Dans mon royaume                       | 3:38  |

## Crédits
- Louis Chedid : paroles et musiques ; autres instruments et chœur ; arrangements
- Michel Bonnecarrère : basse, guitare électrique, guitare sèche, flûte, chœurs (1, 5, 6, 7, 9, 10, 15)
- Guy Leroy : piano (10, 18)
- Jean-Paul Malek : harmonica, voix, chœurs (11, 4) ; son
- Gazelle : voix, chœurs (11, 5, 15)
- Zezette : voix, chœurs (5, 15)